# Relictithismia
Relictithismia, novootkriveni biljni rod iz porodice Thismiaceae. Jedina vrsta u njemu je 	R. kimotsukiensis sa otoka Kagoshima u Japanu. Rod je otkriven 2014.

## Opis
U Japanu je otkrivena nova vrsta i rod vilinskih svjetiljki, sićušnih bijelih biljaka poput stakla koje se hrane gljivama. U zemlji poznatoj po opsežnim istraživanjima flore, otkriće novog biljnog roda iznimno je rijetko i nije se dogodilo gotovo 100 godina.
“Vilinske svjetiljke”, ili Thismiaceae kako su poznate u botanici, vrlo su neobične biljke koje se nalaze uglavnom u tropskim, ali ic u suptropskim i umjerenim regijama. Prije svega, one nisu zelene i ne sudjeluju u fotosintezi, već se hrane gljivičnim micelijama u zemlji. Kao posljedica toga, često su skriveni ispod opalog lišća i samo nakratko stvaraju nadzemne cvjetove koji izgledaju poput stakla.
Japanski naziv za Thismia, jednu od glavnih grupa unutar ove porodice, je "Tanuki-no-shokudai", što znači "svjećnjak rakuna psa", a odnosi se i na njihov oblik i njihov podzemni način života. Međutim, oni su također iznimno rijetki i teško ih je pronaći.
"Trenutno je identificirano približno 100 vrsta unutar porodice, od kojih je gotovo polovica poznata samo od svog prvog otkrića, ponekad iz jednog primjerka", objašnjava botaničar sa Sveučilišta Kobe Suetsugu Kenji, međunarodno priznati stručnjak za nefotosintetske bilje. Suetsugu ima dugogodišnju suradnju s lokalnim botaničarima koji imaju pristup skrovitim područjima diljem Japana. On kaže: "Posvećenost japanskih istraživača amatera otkrivanju skrivene flore ovih regija bila je ključna u identificiranju vrsta nepoznatih znanosti."